# The Enemy Below
«The Enemy Below» — военный фильм 1957 года в формате DeLuxe Color и CinemaScope, в основе сюжета которого положена история битвы между американским эскортным эсминцем и немецкой подводной лодкой во время Второй мировой войны. Продюсер и режиссер — известный актёр Дик Пауэлл, в фильме снимались кинозвезды Роберт Митчум и Курт Юргенс в ролях американского и немецкого командиров соотвественно. Фильм основан на одноимённом романе 1956 года Дениса Райнера, британского военно-морского офицера, участвовавшего в противолодочной войне во время битвы за Атлантику.

## Сюжет
Американский эсминец USS Haynes типа Buckley обнаруживает и атакует немецкую подводную лодку, которая находится на пути к месту встречи с немецким рейдером в южной части Атлантического океана. Лейтенант-коммандер (капитан III ранга)  Мюррелл (Роберт Митчам), бывший офицер торгового флота, а ныне действующий офицер военно-морского резерва США, недавно принял командование эсминцем, хотя он все еще восстанавливается после травм, полученных при потоплении своего предыдущего корабля. Прежде чем в повествовании впервые появляется подводная лодка, один из моряков задается вопросом о пригодности и способностях нового капитана. Однако Мюррелл в длительной смертоносной битве умов показывает себя достойным противником командира немецкой подводной лодки коварного капитан-цур-зее (капитана I ранга) фон Штольберга (Курд Юргенс). Оба противника проникаются уважением друг к другу.
Мюррелл умело выслеживает подводную лодку и подвергает фон Штольберга и его команду ежечасным атакам глубинными бомбами. В конце концов, фон Штольберг использует слишком предсказуемую схему атак Мюррелла и торпедирует эсминец. Хотя повреждён и тонет, он по-прежнему боеспособен, и у Мюррелла есть последний шанс. Он приказывает своим людям поджечь палубу, чтобы корабль выглядел более поврежденным, чем он есть на самом деле. Затем он приказывает большей части своей команды эвакуироваться в спасательных шлюпках, но оставляет небольшую команду на мостике, в машинном отделении и у одного из 76-мм орудий. Как и надеялся Мюррелл, фон Штольберг решает всплыть, чтобы добить эсминец из палубного орудия. Мюррелл приказывает своей орудийной команде стрелять сначала по корме подводной лодки, чтобы обездвижить ее, а затем по палубной пушке, а старшему помощнику лейтенанту Уэру (Дэвид Хедисон) протаранить лодку. Когда лодка начинает тонуть, фон Штольберг приказывает своей команде установить подрывные заряды и покинуть лодку.
Мюррелл, последний человек на борту, собирается присоединиться к своей команде в спасательных шлюпках, когда замечает фон Штольберга, стоящего на боевой рубке тонущей подводной лодки со своим раненым старшим помощником оберлейтенантом-цур-зее (капитан-лейтенантом) Шваффером (Теодор Бикель). Мюррелл бросает веревку на подводную лодку чтобы спасти их. Шваффер умирает, и фон Штольберг отказывается оставить своего друга. Уэр возвращается к лодке, чтобы снять всех троих до того, как взорвутся подрывные заряды. Позже, на борту корабля, спасшего оба экипажа, немецкий экипаж предаёт морю останки Шваффера, последние почести ему отдаёт и американский экипаж.

## Отличия от книги
Сценарий фильма существенно отличается от оригинальной книги. Вместо британского эсминца в фильме фигурирует американский. Что еще более важно, финальные сцены взаимного уважения между главными героями — это не то, чем заканчивается книга. В книге командир подводной лодки, находясь в спасательной шлюпке, говорит командиру эсминца, что он и его экипаж являются пленниками, во время этого разговора Мюррелл хочет ударить фон Штольберга. В фильме также проводится идея, что «враг» — это не конкретные нацисты, а некое абстрактное зло или дьявол («Вы отрезаете одну голову, а она дает другую...»). Это придает заголовку «Враг внизу» двойное значение, которого нет в книге.

## Исполнители ролей
- Роберт Митчем — лейтенант-коммандер Мюррелл.
- Курд Юргенс — капитан-цюр-зее фон Штольберг.
- Теодор Бикель — оберлейтенант-цюр-зее Шваффер.
- Дэвид Хедисон — лейтенант Уэр (в тирах — Эл Хедисон).
- Рассел Коллинз — доктор.
- Курт Крюгер — фон Холем.
- Фрэнк Альбертсон — младший лейтенант Крейн.
- Бифф Эллиот — квартирмейстер.
- Ральф Манза — лейтенант Бонелли (нет в титрах).
- Дуг МакКлюр — энсин Мерри (нет в титрах).
- Дэррил Ф. Занук — чиф-петти-оффисер (нет в титрах).

Актёры, исполнившие роли немецких офицеров, лично пострадали от нацистского режима: Курд Юргенс в 1944 году по приказу нацистского министра пропаганды Йозефа Геббельса был заключен в тюрьму. Освобождён после окончания Второй мировой войны. Теодор Бикель был евреем, родившимся в Вене, которого в детстве в 1937 году увезли в Америку.

## Съёмки
Фильм снимался в Тихом океане недалеко от о. Оаху (Гавайи). В качестве эсминца USS Haynes (DE-181) снимали эскортный эсминец USS Whitehurst (DE-634). В фильме снялись многие члены экипажа Уайтхёрста: телефонисты, артиллеристы, команда глубинных бомб. Вся массовка в сценах, где экипаж покидает корабль, состояла из членов экипажа Уайтхерста. Командир корабля лейтенант-коммандер Уолтер Смит играл офицера-инженера. Этот персонаж запомнился тем, что во время затишья перед боем читал комиксы «Маленькая сирота Энни». В той же сцене можно увидеть военнослужащего, читающего книгу «История упадка и разрушения Римской империи». Уайтхерст в качестве мишени был потоплен во время учений в 1971 году.
Эскортный эсминец Buckley, головной корабль этого типа, на самом деле протаранил и потопил в бою подводную лодку 6 мая 1944 года, захватив большую часть немецкого экипажа. Настоящий эсминец с бортовым номером  DE-181 в действительности назывался USS Straub  и принадлежал к типу Cannon. Эти корабли были списаны в утиль 1969 и 1974 годах соответственно.

## Музыка
Мелодия, которую пела команда подводной лодки на дне океана между атаками глубинных бомб, взята из марша 18-го века под названием  «De Dressauer Marsch». Популярная песня на эту мелодию известна по первой строчке текста как «So leben wir» («Так мы живем»). Погребальный гимн в финальной сцене — «Ich hatt 'einen Kameraden».

## Награды
За звуковые эффекты Уолтер Росси получил в 1958 году премию Оскар за лучшие спецэффекты.
В 1957 году он был также удостоен награды за лучший звуковой монтаж от редактора Motion Picture Sound Editors.

## В популярной культуре
- Эпизод сериала «Звездный путь» 1966 года «Равновесие страха» частично повторяет сюжет фильма: космический корабль «Энтерпрайз» выступает в роли эсминца, а ромуланский корабль, использующий маскировочное устройство, — в качестве подводной лодки[5].
- В телевизионном сериале «Путешествие на дно моря» (эпизод «Убийцы из глубин») использовались фрагменты из фильма. Дэвид Хедисон (тогда Эл Хедисон), сыгравший лейтенанта Уэра, в «Путешествии на дно моря» сыграл роль командира Ли Крейна.
- В фильме 1995 года «Багровый прилив» два офицера USS Alabama спорят об актерском составе «Врага внизу».[6]

## Внешние ссылки
- The Enemy Below (англ.) на сайте Internet Movie Database
- «The Enemy Below» (англ.) на сайте Rotten Tomatoes
- The Enemy Below (англ.) на сайте AllMovie
- The Enemy Below (англ.) на сайте TCM Movie Database
- The Enemy Below (англ.) на сайте American Film Institute Catalog